# Куаза (язык)
Куаза́ или коайя́ (порт. kwazá, koaiá) — индейский язык бразильского племени куаза, находящийся на грани исчезновения. Относится к неклассифицированным языкам. В 1998 году насчитывалось только 25 носителей этого языка, из которых больше половины были детьми.

## Фонология

### Гласные
|                        | Передние    | Центральные | Задние |
| ---------------------- | ----------- | ----------- | ------ |
| Закрытые               | i /i/       | y /ɨ/       | u /u/  |
| Среднего подъёма       | e /e/       |             |        |
| Средне-нижнего подъёма | ɛ /ɛ/ œ /œ/ |             | o /ɔ/  |
| Открытые               |             | a /a/       |        |

- Все гласные, кроме <œ>, могут назализироваться.

### Согласные
|               |               | Губно-губные | Ламиноальвеолярные | Апикоальвеолярные | Палатальные | Заднеязычные | Глоттальные |
| ------------- | ------------- | ------------ | ------------------ | ----------------- | ----------- | ------------ | ----------- |
| Взрывные      | Глухие        | p /p/        | t /t/              | c /c/             |             | k /k/        | ? /ʔ/       |
| Взрывные      | Имплозивные   | b /ɓ/        |                    | d /ɗ/             |             |              |             |
| Аффрикаты     | Аффрикаты     |              | ts /t͡s/            |                   | tx /t͡ʃ/     |              |             |
| Фрикативные   | Фрикативные   |              | s /s/              | x /s̠~ʃ̠/           |             |              | h /h/       |
| Носовые       | Носовые       | m /m/        | n /n/              | ñ /ɲ/             |             |              |             |
| Одноударные   | Одноударные   |              | r /ɾ/              |                   |             |              |             |
| Боковые       | Боковые       |              | l /l/              |                   |             |              |             |
| Аппроксиманты | Аппроксиманты | w /w/        |                    |                   | j /j/       |              |             |